# Algoritamska pristrastnost
Algoritamska pristrasnost opisuje sistematske i ponovljive greške u računarskom sistemu koje stvaraju „nepravedne“ ishode, kao što je „privilegovanje“ jedne kategorije nad drugom na načine koji se razlikuju od predviđene funkcije algoritma.
Pristrasnost može proizaći iz mnogih faktora, uključujući ali ne ograničavajući se na dizajn algoritma ili nenamernu ili neočekivanu upotrebu ili odluke koje se odnose u pogledu načina na koji se podaci kodiraju, prikupljaju, biraju ili koriste za obuku algoritma. Na primer, algoritamska pristrasnost je primećena u rezultatima pretraživača i platformama društvenih medija. Ova pristrasnost može imati uticaje u rasponu od nenamernog kršenja privatnosti do jačanja društvenih pristrasnosti u pogledu rase, pola, seksualnosti i etničke pripadnosti. Proučavanje algoritamske pristrasnosti najviše se bavi algoritmima koji odražavaju „sistematsku i nepravednu“ diskriminaciju. Ova pristrasnost je tek nedavno obrađena u pravnim okvirima, kao što su Opšta uredba o zaštiti podataka Evropske unije(predložena 2018) i Zakon o veštačkoj inteligenciji (predložen 2021, odobren 2024).
Kako algoritmi proširuju svoju sposobnost da organizuju društvo, politiku, institucije i ponašanje, sociolozi su postali zabrinuti za načine na koje neočekivani izlaz i manipulacija podacima mogu uticati na fizički svet. Pošto se algoritmi često smatraju neutralnim i nepristrasnim, oni mogu netačno da projektuju veći autoritet od ljudske ekspertize (delimično zbog psihološkog fenomena pristrasnosti automatizacije), a u nekim slučajevima oslanjanje na algoritme može da izmesti ljudsku odgovornost za njihove rezultate. Pristrasnost može ući u algoritamske sisteme kao rezultat već postojećih kulturnih, društvenih ili institucionalnih očekivanja; po tome kako se biraju karakteristike i oznake; zbog tehničkih ograničenja njihovog dizajna; ili korišćenjem u neočekivanim kontekstima ili od strane korisničkih grupa koje nisu uzeta u obzir u početnom dizajnu softvera.

## Literatura
- Baer, Tobias (2019). Understand, Manage, and Prevent Algorithmic Bias: A Guide for Business Users and Data Scientists. New York: Apress. ISBN 9781484248843.
- Noble, Safiya Umoja (2018). Algorithms of Oppression: How Search Engines Reinforce Racism. New York: New York University Press. ISBN 9781479837243.